# Chiesa di Sant'Angelo (Lecce)
La chiesa di Sant'Angelo, conosciuta anche come Santa Maria di Costantinopoli, è una delle chiese di origine più antica della città di Lecce. Edificata nel 1061 per gli agostiniani, venne ristrutturata nel XIV secolo. Nel 1663 le pessime condizioni strutturali spinsero a un rifacimento totale del complesso.

## Prospetto
Il prospetto, rimasto incompiuto nella parte superiore, presenta nella parte inferiore una ripartizione in cinque parti, mediante lesene doppie e colonne addossate al centro, con fusti scanalati decorati da puttini e fregi tra i capitelli. Gli spazi intermedi sono occupati da nicchie vuote incorniciate. Il portale d'ingresso centrale è coronato da un timpano curvilineo, al di sopra del quale è collocata una statua della Madonna col Bambino affiancata da due angeli. La porta rivestita di bronzo nel 1750, è opera di Emanuele Manieri, e reca, a rilievo, l'aquila bicipite dell'ordine degli agostiniani.
La trabeazione, che divide orizzontalmente la facciata, riporta l'iscrizione, con le lettere sorrette da putti, aquile e leoni, Deiparae Constantinopolitanae ab initio dicatum et readificatum 1663. L'ordine superiore ripropone una tripartizione riprendendo i motivi del registro inferiore ed è occupato al centro da un finestrone.

## Interno
L'interno presenta un impianto a croce latina con transetto poco sporgente e coro a terminazione piatta. Lo sviluppo longitudinale della navata è scandito dall'apertura di quattro cappelle per ciascun lato, alternate a paraste scanalate.
Le cappelle ospitano altari barocchi riccamente lavorati con colonne tortili, fregi, festoni, statue, volute e pinnacoli. Sul lato destro della navata si incontrano altari che richiamano il gusto di Giuseppe Zimbalo; il secondo (1687) ospita una tela raffigurante Sant'Antonio da Padova, il terzo, dedicato all'Immacolata, è caratterizzato da leoni stilofori, e il quarto venne realizzato nel 1675. Sul lato sinistro sono presenti gli altari dedicati a san Nicola da Tolentino (1681), con statua in pietra del santo, a san Michele Arcangelo, a san Tommaso di Villanova e a santa Rita da Cascia.
Nel transetto sono presenti due altari; quello di destra è dedicato alla Vergine Addolorata, con statua in cartapesta del 1832, opera di Antonio Maccagnani, quello di sinistra e dedicato a Sant'Antonio Abate ed ospita una tale raffigurante il santo, opera di Alessandro Calabrese.
Nel presbiterio si trova l'altare maggiore dedicato alla Madonna di Costantinopoli. Dietro l'altare si trova una seicentesca pala della Vergine col Bambino con le sante Caterina d'Alessandria e Geltrude e i santi Agostino e Nicola di Bari e tele del Duello tra David e Golia, del Trionfo di David, di Mosè che spezza le tavole della Legge e di Giuditta col capo di Oloferne.
Altre tele settecentesche sono conservate nella chiesa (Giudizio di Salomone e Salomone e la regina di Saba); una giordanesca Assunta è custodita, insieme ad altri dipinti, nei locali della sagrestia.